# كلوديا فون أليمان
كلوديا فون أليمان (بالألمانية: Claudia von Alemann)‏ هي مخرجة ألمانية، ولدت في 23 مارس 1943 في Seebach, Wartburgkreis ‏ في ألمانيا.

## وصلات خارجية
- كلوديا فون أليمان على موقع IMDb (الإنجليزية)
- كلوديا فون أليمان على موقع مونزينجر (الألمانية)
- كلوديا فون أليمان على موقع ألو سيني (الفرنسية)
- كلوديا فون أليمان على موقع كينوبويسك (الروسية)